# ناصر عباس
ناصر عباس، (22 يناير 1995 -) ممثل إيراني مقيم في الكويت. دخل المجال الفني في عام 2010 ومازال مستمر فيه كما أن أخيه هو الفنان عبد الله عباس وعمه جاسم عباس، ومن أعماله: مسرحية عودة شيزبونة ومدينة التفاح عودة السلاحف ومدينة البطاريق.

## أعماله

### في المسلسلات
| سنه الإنتاج | اسم المسلسل                                                  | بمشاركة |
| ----------- | ------------------------------------------------------------ | --- |
| 2010        | ليلة عيد                                                     | حياة الفهد، غانم الصالح، عبد الإمام عبد الله، أحمد الجسمي                                                           |
| 2011        | الجليب                                                       | حياة الفهد، باسمة حمادة، هيا الشعيبي، محمد المنيع                                                                   |
| 2011        | باب الفرج                                                    | إلهام الفضالة، علي جمعة، فاطمة العبد الله، ليلى عبد الله                                                            |
| 2012        | هجر الحبيب                                                   | إلهام الفضالة، صلاح الملا، بثينة الرئيسي، ليلى عبد الله                                                             |
| 2012        | إمرأة تبحث عن المغفرة                                        | زهرة عرفات، إبراهيم الحربي، غانم السليطي، محمد العجيمي                                                              |
| 2013        | بركان ناعم: نهاية غرام                                       | حسين المنصور، عبد الرحمن العقل، إلهام الفضالة، أحمد إيراج، منى شداد، نور الغندور، عبد الله بوشهري، فاطمة الصفي      |
| 2013        | ماي عيني                                                     | باسمة حمادة، علي جمعة، محمود بوشهري، عبد الله عباس                                                                  |
| 2013        | إلين اليوم                                                   | إلهام الفضالة، إبراهيم الحربي، سلمى سالم، فهد باسم، فهد البناي، هيا عبد السلام، منى حسين                            |
| 2014        | للحب جنون                                                    | ميساء مغربي، عبد المحسن النمر، صمود، شيماء سبت، أبرار سبت                                                           |
| 2014        | أشوفكم على خير                                               | إلهام الفضالة، يعقوب عبد الله، أسيل عمران، بثينة الرئيسي، فوز الشطي، عبد الله الطراروة                              |
| 2014        | لمحات                                                        | سعد الفرج، هدى الخطيب، سازديل                                                                                       |
| 2015        | في عينها أغنية                                               | جاسم النبهان، فخرية خميس، هيا عبد السلام، فؤاد علي، محمد صفر، ليلى عبد الله، فهد باسم، فرح الصراف                   |
| 2015        | ذاكرة من ورق                                                 | شجون الهاجري، علي كاكولي، صمود، هنادي الكندري، محمد المسلم، عبد الله الطراروة، عيسى ذياب، فخرية خميس، غرور(ممثلة)   |
| 2016        | جود                                                          | هدى حسين، عبد المحسن النمر، صلاح الملا، هند البلوشي، فوز الشطي، هبة الدري، يعقوب عبد الله، أمل عباس، سلمى سالم، طيف |
| 2017        | كان في كل زمان: رقية النسرة + انتي اسمج ميري وانا اسمي مدام. | سعاد عبد الله، إلهام الفضالة، يعقوب عبد الله، ليلى عبد الله، فرح الهادي                                             |
| 2018        | روتين                                                        | الهام الفضالة، مها محمد، فهد الصالح، هند البلوشي، غدير السبتي، أريج العطار                                          |
| 2018        | عطر الروح                                                    | هدى حسين، أمل العنبري، عبد الله البلوشي، سلوى الجراش، محمد صفر، أحمد السلمان                                        |
| 2019        | و ما أدراك ما أمي                                            | الهام الفضالة، فاطمة الصفي، هنادي الكندري، حسين المهدي، نور الشيخ، شيلاء سبت                                        |
| 2020        | الكون في كفه                                                 | الهام الفضالة، طيف، محمود بوشهري، مرام البلوشي، ليالي دهراب، فهد باسم، ايمان الحسيني                                |

### في المسرح
| سنه الإنتاج | اسم المسرحية         | بمشاركة                                                             |
| ----------- | -------------------- | ------------------------------------------------------------------- |
| 2011        | عودة شيزبونة         | أحلام حسن، هبة الدري، أحمد إيراج، فهد البناي                        |
| 2012        | عودة السلاحف         | عبد الله عباس، محمد المسلم، إبراهيم دشتي                            |
| 2012        | مدينة التفاح         | عبد الله عباس، بدر الشعيبي، فهد البناي                              |
| 2012        | مدينة البطاريق       | شيماء علي، مرام، بدر الشعيبي، محمد المسلم، عبد الله عباس            |
| 2013        | أرض الأحلام          | عبد الله بوشهري، محمود بوشهري، أسيل عمران، هيا عبد السلام، فؤاد علي |
| 2013        | قصر دراكون           | عبد الله عباس، بدر الشعيبي، محمد الشعيبي، خالد بو صخر               |
| 2014        | عالم أوز             | هيا عبد السلام، فؤاد علي، محمد العلوي، فهد البناي، فرح الصراف       |
| 2015        | كان يا مكان          | هيا عبد السلام، فؤاد علي، فرح الصراف، فهد باسم                      |
| 2016        | أليس في بلاد الأقزام | بدر الشعيبي، عبد الله عباس، لولوة الملا                             |
| 2016        | الفيران              | عبد الله عباس، بدر الشعيبي، جاسم عباس                               |
| 2017        | وندي                 | عبدالله عباس، جاسم عباس، شيخة العسلاوي                              |
| 2018        | القطاوة              | عبدالله عباس، جاسم عباس، شيخة العسلاوي                              |
| 2019        | واكندا               | بدر الشعيبي، عبدالله عباس، جاسم عباس                                |
| 2021        | الأرانب              | بدر الشعيبي، فهد الصالح، ناصر الدوسري                               |
| 2022        | زين البلاد           | فاطمة الصفي، عبدالسلام محمد، طلال باسم عبدالأمير                    |
| 2022        | مسرحية ابن بطوطة     |                                                                     |
| 2023        | أبرا كدابرا          | يعقوب عبدالله، بدر الشعيبي، فهد الصالح، ناصر الدوسري، فرح الصراف    |

### في الأفلام
- 2014:090

## روابط خارجية
- ناصر عباس على موقع قاعدة بيانات الأفلام العربية